# 中村歌之助

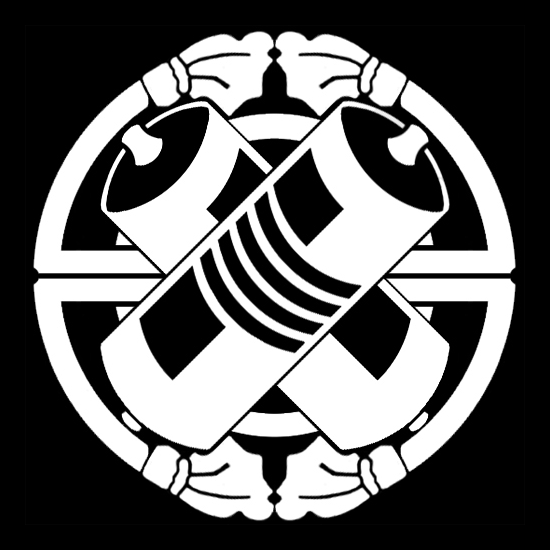
成駒屋祇園守

中村 歌之助（なかむら うたのすけ）は、歌舞伎役者の名跡。屋号は初代が加賀屋、二代目と四代目が成駒屋、三代目が新駒屋。定紋は祇園守（成駒屋祇園守）。

## 歴代
- 初代 中村歌之助
  - 初代中村源左衞門の門人、1714–1791。
  - 初代中村歌之助 → 初代中村歌右衛門 → 加賀谷歌七（隠居名）
- 二代目 中村歌之助[1]
  - 四代目中村歌右衛門の門人、三代目中村東蔵の養子、1811–1851。
  - 中村歌木→ 二代目中村歌之助 → 三代目中村鶴助
- 三代目 中村歌之助[2]
  - 六代目中村傳九郎の養子、五代目中村歌右衛門の門弟、1900–1981。
  - 二代目中村由丸 → 三代目中村歌之助 → 二代目中村芝鶴
- 四代目 中村歌之助
  - 八代目中村芝翫の三男[3]、2001– 。当代。
  - 中村宜生 → 四代目中村歌之助